# Ейміті (Арканзас)
Ейміті (англ. Amity) — місто (англ. city) в США, в окрузі Кларк штату Арканзас. Населення — 681 особа (2020).

## Географія
Ейміті розташоване за координатами 34°15′59″ пн. ш. 93°27′48″ зх. д. / 34.26639° пн. ш. 93.46333° зх. д. (34.266257, -93.463220).  За даними Бюро перепису населення США в 2010 році місто мало площу 8,49 км², уся площа — суходіл.

## Демографія
Згідно з переписом 2010 року, у місті мешкали 723 особи в 301 домогосподарстві у складі 192 родин. Густота населення становила 85 осіб/км².  Було 358 помешкань (42/км²). 
Расовий склад населення:
| - 95,4 % — білих - 0,8 % — корінних американців - 0,7 % — чорних або афроамериканців - 0,3 % — азіатів - 2,2 % — осіб інших рас |

До двох чи більше рас належало 0,6 %. Іспаномовні складали 3,6 % від усіх жителів.
За віковим діапазоном населення розподілялося таким чином: 23,9 % — особи молодші 18 років, 59,1 % — особи у віці 18—64 років, 17,0 % — особи у віці 65 років та старші. Медіана віку мешканця становила 38,1 року. На 100 осіб жіночої статі у місті припадало 92,8 чоловіків;  на 100 жінок у віці від 18 років та старших — 96,4 чоловіків також старших 18 років.
Середній дохід на одне домашнє господарство  становив 40 418 доларів США (медіана — 28 611), а середній дохід на одну сім'ю — 42 688 доларів (медіана — 37 500). За межею бідності перебувало 41,3 % осіб, у тому числі 65,3 % дітей у віці до 18 років та 19,4 % осіб у віці 65 років та старших.
Цивільне працевлаштоване населення становило 302 особи. Основні галузі зайнятості: освіта, охорона здоров'я та соціальна допомога — 27,2 %, виробництво — 17,5 %, роздрібна торгівля — 16,6 %.